# El Kala
El Kala là một đô thị thuộc tỉnh El Tarf, Algérie. Dân số thời điểm năm 2002 là 24.793 người.